# Хохла
Хохла или Хохловка (укр. Хохла) — правый приток Белоуса, протекающий по Репкинскому району (Черниговская область, Украина).

## География
Длина — 16 км.